# Aniz Badra
Aniz Badra (Santa Cruz das Palmeiras, 2 de janeiro de 1908 — São Paulo, 14 de julho de 1991), foi um político brasileiro. Exerceu o mandato de deputado federal pelo Estado de São Paulo em 1935-1937, 1959, 1960, 1961-1971. Se formou bacharel no curso de Ciências Jurídicas e Sociais pela Faculdade de Direito do Rio de Janeiro, em 1945.
Em 1934 foi eleito deputado federal classista (maio de 1935 - novembro de 1937) por São Paulo e representava os empregados da lavoura e da pecuária. Depois de dez anos, foi eleito vereador em Marília (SP), em 1947. Em 1948 assumiu a presidência da Câmara Municipal de Marília. Depois, em 1953, foi eleito presidente da Associação Paulista de Municípios e permaneceu no cargo por dez anos, participando de três congressos internacionais de municípios: o Ibero-americano (Madri, 1957) e os interamericanos em San Diego, (1960) e em Louisville (1962).
Aniz Badra se destacou como um dos líderes do municipalismo enquanto esteve como deputado. Além disso, apoiou o monopólio estatal em diferentes frentes: minérios atômicos, eletricidade, do petróleo e das telecomunicações.
Como político, foi filiado a dois partidos:  ao PDC (Partido Democrata Cristão) e ao Arena, no qual foi vice-líder em 1968.
No PDC, assumiu a vice-liderança em outubro de 1961 e integrou a Ação Democrática Parlamentar (ADP). No primeiro semestre de 1961, a ADP surge como um bloco interpartidário que visava combater o comunismo presente na sociedade brasileira. A ação era formada por parlamentares da União Democrática Nacional (UDN) e do Partido Social Democrático (PSD) e se posicionava como a oposição ao Governo João Goulart (1961-1964).

## Trajetória Política
Filho de Miguel Badra e Regina Badra, Aniz Badra, nasceu em Santa Cruz das Palmeiras, no estado de São Paulo, no dia 2 de janeiro de 1908 e morreu na mesma cidade em 14 de julho de 1991. Ele trabalhou como funcionário público estadual de São Paulo e dividiu seu tempo também como professor, advogado, proprietário rural, procurador do Estado de São Paulo e Chefe do Escritório de representação do Governo de São Paulo. É importante lembrar que o mesmo conquistou o título de bacharel em ciências jurídicas pela Faculdade de Direito do Rio de Janeiro em 1945. Durante sua vida, foi casado com Marina da Costa Badra e, desse casamento, teve dois filhos. Por ter permanecido como vereador durante dez anos em Marília, ganhou uma homenagem da cidade, que deu seu nome a um bairro em Marília.
O primeiro grande ato de sua trajetória política aconteceu em 1934, ano em que Aniz conseguiu ser eleito como deputado federal da cidade de São Paulo para participar da primeira legislatura ordinária depois que a Constiuição de 1934 foi promulgada. Eleito na categoria de "deputado classista", ele buscou assegurar os direitos e a representação de trabalhadores da lavoura e pecuária sindicalizados no parlamento. Seu mandato durou aproximadamente dois anos, compreendendo um período entre maio de 1935 até novembro de 1937, momento em que aconteceu o golpe do Estado Novo, liderado por Getúlio Vargas e apoiado pelo general Goés Monteiro. Como consequências do golpe, foi garantido o fechamento dos órgãos legislativos existentes no Brasil e também a extinção de partidos políticos.
De 1946 a 1972 ele morou em Marília, cidade em que foi eleito vereador em um período de tempo de 10 anos, primeiro de 1948 a 1951, depois de 1952 a 1955 e de 1956 a 1959. Conquistou também o cargo de Presidente da Câmara Municipal no período de 1953 a 1956.
Além de vereador de Marília, nos anos de 1948, 1949, 1951 e 1952, Aniz participou também como membro da Comissão de Justiça, onde posteriormente se tornou presidente em 1954. Foi também eleito como presidente na Comissão de Justiça e de Cultura e na Comissão de Justiça e de Redação.
Entre 1953 a 1963, Aniz atuou como presidente da Associação Paulista de Municípios, onde trabalhou com a função de defender os interesses dos municípios frente os Poderes Executivo e Legislativo. Durante sua gestão, pôde participar de três congressos internacionais de municípios: em 1957 do ibero-americano que ocorreu em Madri, Espanha e em 1960 e 1962 dos interamericanos, que aconteceram em San Diego e Louisville, Estados Unidos. No mesmo período de dez anos, foi membro do Lions Club de Marília e do Marília Tênis Clube, onde exerceu atividades sindicais, representativas de classe e associativas.
Em 1958, durante as eleições de outubro, Aniz buscou conquistar um espaço na Câmara dos Deputados, no entanto apenas o que conseguiu foi o cargo de suplente no Partido Democrata Cristão (PDC). Assim, conseguiu assumir o mandato de Deputado Federal entre o período de 1959 a 1963, em 21 de setembro de 1959 a 9 de dezembro de 1959, em 9 de maio de 1960 a 25 de julho de 1960, de 8 de fevereiro de 1961 a 26 de junho de 1962 de 30 de junho de 1962 a 31 de janeiro de 1963. Desse modo, permaneceu na Câmara durante mais da metade da legislatura e entre esse período foi reconhecido como um dos políticos que mais representavam e defendiam o municipalismo.
Durante sua trajetória como político, ele defendeu o monopólio estatal do petróleo apoiou também o monopólio dos minérios atômicos e também das telecomunicações e da eletricidade.
No Congresso Nacional, uma de suas principais ações foram o veto à PL 50/63, lei que regula e oferece outras determinações para o exercício da profissão do nutricionista; em 1967, votou a favor da PL 7/67, que firmou a duplicata civil; no ano de 1968, vetou a PL 112/67, que formou o Serviço Nacional de Bibliotecas Municipais; no mesmo ano apoiou a PL 859/63, que alinha sobre o concurso de prognóstico esportivos e fornece novas medidas; em 1970 apoiou a lei que assegura sobre os vencimentos básicos dos cargos de direção das Universidades Federais das unidades universitárias e de estabelecimentos isolados de ensino superior mantidos pela União. Foi responsável também, em 1970, pela determinação que altera o modo como os incentivos fiscais são concedidos a empreendimentos florestais.
Entre os meses de janeiro a agosto de 1961, durante o mandato de Jânio Quadros, Aniz foi contra a decisão do presidente de aproximar o Brasil de países socialistas e, principalmente, de reatar relações diplomáticas com a União Soviética (URSS), que haviam sido rompidas em 1947.
Durante o governo do presidente João Goulart, entre os anos 1961 e 1964, Aniz buscou formas para que a Emenda Constitucional nº 5, de novembro de 1961, fosse aprovada. A Emenda decretava uma maior participação de municípios na renda tributária nacional. No mesmo período, ele se pôs a favor também da reforma eleitoral, que pensava no uso de uma cédula única, do mesmo modo como as reformas administrativa, bancária e tributária. O político apoiou ainda uma reforma agrária por meio da aplicação do imposto territorial de uma maneira progressiva sobre os latifúndios.
Em outubro de 1961, Aniz conquistou o cargo de vice-líder do PDC e ajudou a constituir a Ação Democrática Parlamentar (ADP), bloco do qual fazia parte mais do que um partido e que desde o início de 1961 procurava combater o avanço do comunismo no Brasil. Fazendo grande oposição ao governo de João Goulart, a ADP era formada majoritariamente por parlamentares do Partido Social Democrático (PSD) e pela União Democrática Nacional (UDN).
Durante as eleições de 1962, no mês de outubro, Aniz tentou novamente sua candidatura para o cargo de deputado federal. Na época, ele contou com o apoio da nova associação civil de âmbito nacional, que foi formada em 1962 para substituir a Liga Eleitoral Católica (LEC) e também da Aliança Eleitoral pela Família (Alef), que tinha promessas e objetivos de mobilizar eleitores católicos em favor de candidatos comprometidos com os ideais sociais da igreja. Após conseguir ser eleito em São Paulo, começou seu novo mandato em 1963 no PDC, que tinha coligação com o Partido Rural Trabalhista (PRT) e a UDN. Em maio do mesmo ano lhe foi passada a função de atuar como terceiro-secretário da Câmara dos Deputados, atividade que passaria a exercer em 1964 também.
Após a extinção dos partidos políticos por força do Ato Institucional nº 2, datado em 27 de outubro de 1965 e também da implantação do bipartidarismo, Aniz se filiou à Arena, a Aliança Renovadora Nacional, um partido que foi a favor do regime militar que teve início em abril de 1964 no Brasil. Enquanto se manteve lá, ele conseguiu renovar seu mandato em novembro de 1966 e, assim, como vice-líder da Arena a partir de maio de 1968, ele tentou nova reeleição no pleito de novembro de 1970, mas não obteve sucesso e conseguiu somente a décima suplência. Dessa forma, permaneceu na Câmara até o final da legislatura, em janeiro de 1971.